# Canon EOS 5D

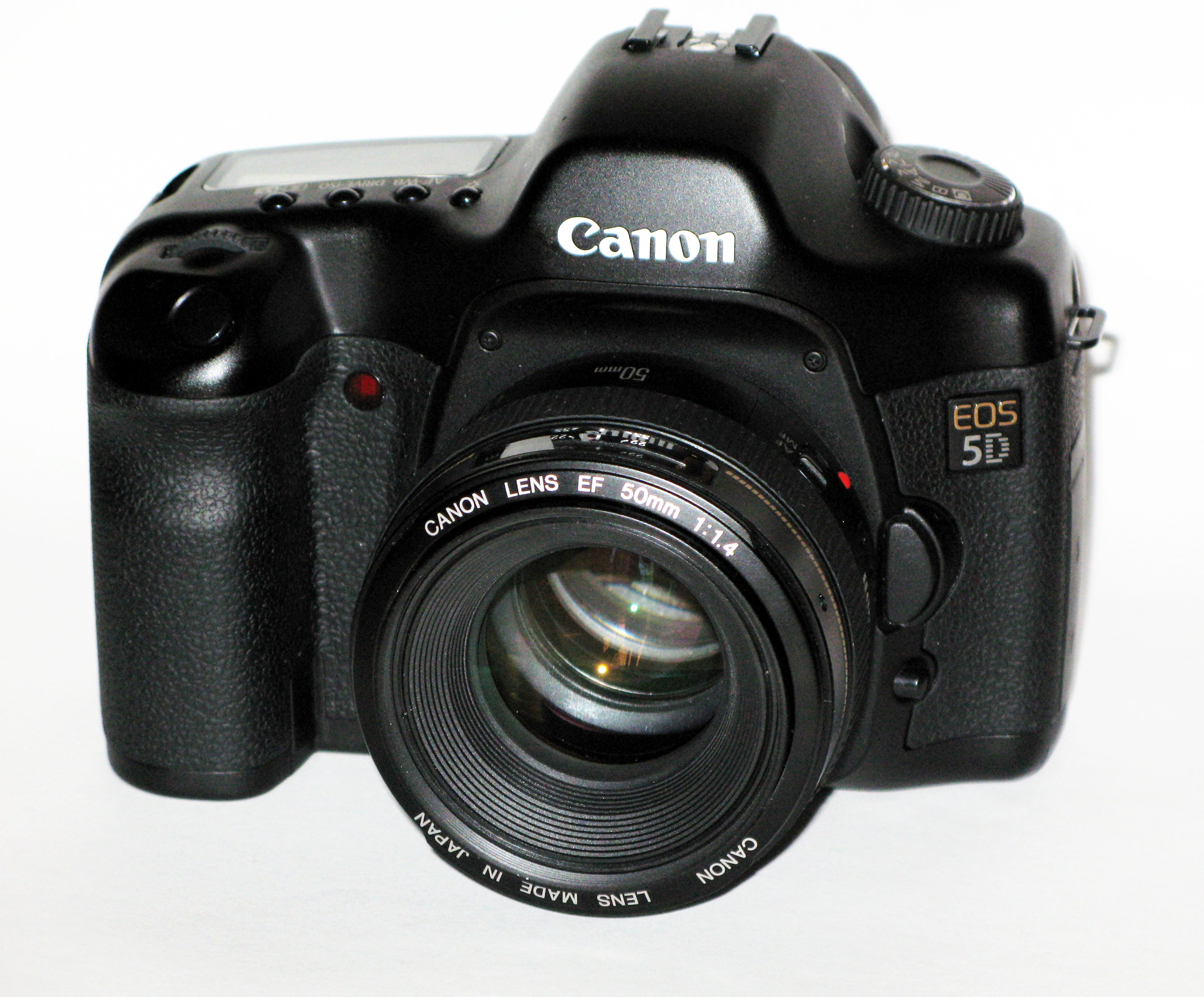
Canon EOS 5D.

La Canon EOS-5D es una cámara réflex digital anunciada inicialmente el 22 de agosto de 2005. Puede considerarse como la cámara pionera de formato completo de precio accesible al profesional, pues en ese momento las dos únicas cámaras D-SLR de formato completo que existían, la Canon 1DS y la Kodak DSC14, costaban el doble que una Canon 5D.
Sus características más relevantes son:
1. Procesador de imagen 'DIGIC II'.
2. Sensor CMOS formato full frame 35mm (36 x 24 mm, 35,8 x 23,9mm reales)
3. Píxeles efectivos: 4368 x 2912 (12.7 MP)
4. Formato: 3:2
5. Visor con 96% de cobertura y 0.71x de ampliación.
6. Montura del objetivo: EF
7. Factor multiplicador: x 1 = 35mm full frame.
8. Monitor LCD 2,5"
9. Limpieza del sensor: limpieza manual solamente.
10. La cámara dispone de 9 puntos AF de alta precisión.

Sobre el sensor y el procesador de imagen
El 5D cuenta con un procesador DIGIC II y un sensor CMOS full-frame de 35,8 x 23,9 mm con 13,3 millones de píxeles (12,7 megapíxeles efectivos) y una densidad de píxeles de 1,5 megapíxeles por centímetro cuadrado. Se proporcionan velocidades ISO de 100 a 1600, ajustables en pasos de 1/3 (ISO se puede expandir a L: 50 o H: 3200 con una función de menú). El ajuste ISO 50 reduce el rango dinámico mediante una parada en las altas luces.

Autoenfoque y medicion
La 5D tiene nueve puntos de enfoque automático (más seis "puntos de AF de asistencia invisible" disponibles solo durante el seguimiento de enfoque continuo) dispuestos en un patrón de diamante horizontal. El sistema AF fue una actualización menor al de la 20D. La cámara utiliza medición TTL SPC de 35 zonas con cuatro variaciones (evaluativa, ponderada al centro, parcial, puntual) y compensación de exposición de −2 EV a +2 EV en pasos de 1/3 EV. También se proporciona medición de flash E-TTL II. 
Disparos
El obturador tiene una capacidad nominal de 100 000 disparos[5] y es capaz de alcanzar velocidades de hasta 1/8000 s, con una velocidad de sincronización del flash de 1/200 s. El 5D no proporciona un mecanismo para saber la cantidad de disparos hechos con la cámara.
Ergonomia
El 5D tiene un diseño muy similar al 20D, y la mayoría de los controles son idénticos o casi idénticos. Las diferencias incluyen:
1. Un visor de pentaprisma mucho más grande y brillante con aprox. 96% de cobertura. Esta disposición, tomada de la gama 1D, omite el flash emergente de la gama de consumo.
2. Un monitor de cristal líquido TFT en color de 2,5" (63 mm) más grande, de 230 000 píxeles

Velocidad de disparo
La 5D puede disparar hasta 3 fotogramas por segundo, con un búfer que puede almacenar hasta 60 fotogramas en modo JPEG grande y hasta 17 fotogramas en RAW. 
Numeración de archivos
La 5D es la primera cámara réflex digital de Canon para profesionales en la que se almacenan 9999 imágenes en una carpeta (que era exclusiva de la serie EOS-1D), a diferencia de sus predecesoras, en las que se almacenan 100 imágenes. 

Esta cámara fue reemplazada por la Canon EOS 5D Mark II en noviembre de 2008. 
Las características más relevantes de la Canon EOS 5D Mark II son:
1. Procesador de imagen 'DIGIC 4'.
2. Sensor CMOS formato full frame 35mm (36 x 24 mm).
3. Píxeles efectivos: 5616 x 3744 (21.0 MP)
4. Formato: 3:2
5. Visor con 98% de cobertura y 0.71x de ampliación.
6. Montura del objetivo: EF
7. Factor multiplicador: x 1 = 35mm full frame.
8. Monitor LCD 3"
9. ISO 100-6400 (Ampliado, 50-25600)
10. Graba vídeo en Full HD 1080 30P
11. Limpieza del sensor: sistema de limpieza integrado EOS con filtro de paso bajo recubierto de flúor

La fecha de fabricación según el n.º de serie es: 2008: 3xxxxxxx; 2007: 2xxxxxxx; 2006: 1xxxxxxx; 2005: 0xxxxxxx
En marzo de 2012, Canon mostró la sucesora de una de las cámaras más emblemáticas del mundo digital. 
Las características más relevantes de la Canon EOS 5D Mark III son:
1. Sensor CMOS formato full frame 35mm, con 22.3 MP.

1. Montura del objetivo: EF
2. Factor multiplicador: x 1 = 35mm full frame.
3. Monitor LCD 3.2"
4. ISO 100-6400 (Ampliado, 50-102400)
5. Graba vídeo en Full HD 1080 60P (AVI,, H.264, MOV, MPEG-4)
6. Retícula de alta densidad con 61 puntos de AF (41 de ellos en cruz)
7. Procesador DIGIC V+
8. Visor óptico TTL con 100% de cobertura
9. Velocidad de disparo de 6 fps
10. Vida útil del obturador aprox. de 150.000 disparos.
11. Slot dual de tarjetas Compact Flash/SD
12. Modalidad de multiexposición
13. Modalidad de exposición HDR (Alto rango dinámico) en JPEG o RAW
14. Sellado contra agua, polvo , y golpes.
15. Conectividad: USB 2.0, HDMI, Entrada de micrófono, Wireless (opcional)
16. Limpieza del sensor: sistema de limpieza integrado EOS con filtro de paso bajo recubierto de flúor